# Coppa Italia Serie D 2016-2017

## Partecipanti
Il quadro complessivo delle squadre partecipanti corrisponde a quelle iscritte al campionato di Serie D 2016-2017.
La competizione si svolge interamente a eliminazione diretta. Ha preso il via il 20 agosto 2016 e si è conclusa il 20 maggio 2017, con la disputa della finale.

## Regolamento
Il turno preliminare, il primo turno, i trentaduesimi, sedicesimi, gli ottavi di finale ed i quarti di finale sono strutturati come gara unica. Disputa la prima partita in casa la squadra che in occasione del turno precedente ha giocato il primo match in trasferta e viceversa. Nel caso in cui entrambe le squadre abbiano invece svolto la prima gara del turno precedente in casa, o in trasferta, l'ordine di svolgimento viene stabilito da apposito sorteggio effettuato dal Dipartimento Interregionale. Le semifinali, stabilite secondo sorteggio, sono organizzate in incontri di andata e ritorno, mentre la finale si disputa su un campo neutro.

## Date
Le date dei turni della Coppa Italia 2016-2017 sono state comunicate l''11 agosto 2016:
| Fase              | Turno                   | Andata            | Ritorno           |
| ----------------- | ----------------------- | ----------------- | ----------------- |
| Turni eliminatori | Turno preliminare       | 21 agosto 2016    | 21 agosto 2016    |
| Turni eliminatori | 1º turno                | 28 agosto 2016    | 28 agosto 2016    |
| Fase finale       | Trentaduesimi di finale | 28 settembre 2016 | 28 settembre 2016 |
| Fase finale       | Sedicesimi di finale    | 26 ottobre 2016   | 26 ottobre 2016   |
| Fase finale       | Ottavi di finale        | 23 novembre 2016  | 23 novembre 2016  |
| Fase finale       | Quarti di finale        | 1º febbraio 2017  | 1º febbraio 2017  |
| Fase finale       | Semifinali              | 1º marzo 2017     | 29 marzo 2017     |
| Fase finale       | Finale                  | 20 maggio 2017    | 20 maggio 2017    |

## Calendario

### Turno eliminatorio

#### Turno preliminare
Il turno preliminare prevede la disputa di 43 gare riservato alle seguenti squadre:
- le società neopromosse;
- le società retrocesse dal Campionato di Lega Pro 2015-2016;
- le società vincenti i play-out 2015-2016;
- le società ripescate;
- le società che si sono classificate al termine della stagione regolare 2015-2016 in una posizione compresa tra il 14º e l'11º posto;
- le tre società che hanno ottenuto il peggior punteggio nella precedente Coppa Disciplina.

In caso di parità al termine dei 90 minuti regolamentari, si procederà direttamente ai calci di rigore per determinare l'accesso alla fase successiva.
| Squadra 1             | Risultato       | Squadra 2           |
| --------------------- | --------------- | ------------------- |
| 20 agosto 2016        |                 |                     |
| Anzio                 | 1 - 2           | Trastevere          |
| 21 agosto 2016        |                 |                     |
| Triestina             | 3 - 1           | Cordenons           |
| Montebelluna          | 1 - 0           | Pievigina           |
| Union Feltre          | 0 - 0 (4-2 dcr) | Virtus Bolzano      |
| Calvi Noale           | 1 - 1 (4-5 dcr) | Adriese             |
| Vigasio               | 0 - 0 (5-6 dcr) | Darfo Boario        |
| Virtus Bergamo        | 3 - 0           | Scanzorosciate      |
| Pergolettese          | 1 - 1 (1-3 dcr) | Cavenago Fanfulla   |
| Bustese               | 0 - 0 (4-3 dcr) | Legnano             |
| Caravaggio            | 2 - 2 (4-5 dcr) | Pro Patria          |
| Varesina              | 0 - 2           | Varese              |
| Borgosesia            | 2 - 1           | ASDC Verbania       |
| Pro Settimo & Eureka  | 1 - 5           | Casale              |
| Cuneo                 | 2 - 1           | Finale              |
| Ligorna               | 0 - 3           | Fezzanese           |
| Savona                | 2 - 5           | Unione Sanremo      |
| Vis Pesaro            | 2 - 1           | Romagna Centro      |
| Ravenna               | 2 - 0           | Mezzolara           |
| Virtus Castelfranco   | 1 - 1 (4-5 dcr) | Alfonsine           |
| Fiorenzuola           | 2 - 1           | Castelvetro         |
| Città di Castello     | 1 - 3           | Pianese             |
| Real Forte Querceta   | 1 - 0           | Scandicci           |
| San Donato Tavarnelle | 1 - 0           | Rignanese           |
| Viareggio 2014        | 2 - 1           | Massese             |
| Recanatese            | 1 - 1 (2-1 dcr) | Castelfidardo       |
| Civitanovese          | 1 - 1 (4-2 dcr) | Monticelli          |
| Pineto                | 1 - 2           | Pro Vasto           |
| Monterosi             | 1 - 1 (3-4 dcr) | L'Aquila            |
| Cynthia               | 1 - 1 (4-2 dcr) | Città di Ciampino   |
| Latte Dolce           | 2 - 2 (4-2 dcr) | San Teodoro         |
| Lanusei               | 0 - 1           | Muravera            |
| Olympia Agnonese      | 1 - 2           | Madre Pietra Daunia |
| Gravina               | 1 - 0           | San Severo          |
| AZ Picerno            | 2 - 1           | Potenza             |
| Turris                | 2 - 1           | Pomigliano          |
| Gragnano              | 0 - 1           | Herculaneum         |
| Rende                 | 2 - 1           | Castrovillari       |
| Palmese               | 3 - 0           | Sersale             |
| Sicula Leonzio        | 3 - 0 (a tav.)  | Igea Virtus         |
| Gela                  | 0 - 1           | Sancataldese        |
| 22 agosto 2016        |                 |                     |
| Agropoli              | 0 - 5           | Nocerina            |
| Sansepolcro           | 1 - 2           | Trestina            |
| 24 agosto 2016        |                 |                     |
| Gelbison              | 2 - 0           | Vultur Rionero      |

#### Primo turno
Il primo turno prevede la disputa di 55 gare riservato alle seguenti squadre:
- le 43 società vincenti il turno preliminare;
- le 67 società aventi diritto, tranne le 9 società partecipanti alla Coppa Italia 2016-2017 in organico alla Serie D, cioè Caronnese, Seregno, Campodarsego, AltoVicentino, Valdinievole Montecatini, Fermana, Grosseto, Francavilla, Frattese.

| Squadra 1                 | Risultato       | Squadra 2             |
| ------------------------- | --------------- | --------------------- |
| 27 agosto 2016            |                 |                       |
| Triestina                 | 0 - 0 (6-7 dcr) | Tamai                 |
| Mestre                    | 2 - 2 (3-4 dcr) | ArzignanoChiampo      |
| Caratese                  | 2 - 1           | Monza                 |
| Gozzano                   | 1 - 0           | Borgosesia            |
| Imolese                   | 2 - 0           | Ribelle               |
| Viareggio 2014            | 4 - 2           | Real Forte Querceta   |
| Jolly Montemurlo          | 3 - 0           | Sangiovannese         |
| Muravera                  | 1 - 2           | Nuorese               |
| Due Torri                 | 1 - 2           | Palmese               |
| 28 agosto 2016            |                 |                       |
| Belluno                   | 2 - 2 (5-3 dcr) | Montebelluna          |
| Levico                    | 2 - 1           | Union Feltre          |
| Este                      | 0 - 1           | Adriese               |
| Darfo Boario              | 1 - 0           | Dro                   |
| Legnago                   | 2 - 5           | Abano                 |
| Delta Rovigo              | 1 - 1 (2-4 dcr) | Vigontina San Paolo   |
| Ciliverghe Mazzano        | 3 - 1           | Virtus Verona         |
| Virtus Bergamo            | 4 - 0           | Cavenago Fanfulla     |
| Ciserano                  | 2 - 3           | Grumellese            |
| Pro Patria                | 1 - 0           | Pro Sesto             |
| Bustese                   | 1 - 0           | Inveruno              |
| Olginatese                | 0 - 1           | Lecco                 |
| Pontisola                 | 1 - 2           | Varese                |
| Chieri                    | 2 - 1           | Pinerolo              |
| Bra                       | 1 - 3           | Cuneo                 |
| Casale                    | 0 - 0 (5-6 dcr) | OltrepoVoghera        |
| Lavagnese                 | 2 - 3           | Fezzanese             |
| Sestri Levante            | 2 - 1           | Sporting Recco        |
| Argentina                 | 1 - 1 (2-4 dcr) | Unione Sanremo        |
| San Marino                | 0 - 2           | Vis Pesaro            |
| Sammaurese                | 0 - 2           | Ravenna               |
| Alfonsine                 | 1 - 2           | Correggese            |
| Lentigione                | 1 - 0           | Fiorenzuola           |
| Trestina                  | 3 - 0 (a tav.)  | Pianese               |
| Poggibonsi                | 0 - 1           | San Donato Tavarnelle |
| Gavorrano                 | 1 - 1 (5-3 dcr) | Colligiana            |
| Ponsacco                  | 0 - 2           | Ghivizzano            |
| Matelica                  | 0 - 1           | Foligno               |
| Jesina                    | 1 - 1 (3-1 dcr) | Recanatese            |
| Campobasso                | 1 - 1 (2-3 dcr) | Civitanovese          |
| Ostia Mare                | 0 - 2           | Torres                |
| Arzachena                 | 1 - 2           | Latte Dolce           |
| Flaminia CivitaCastellana | 0 - 1           | Rieti                 |
| Albalonga                 | 1 - 0           | Cynthia               |
| Avezzano                  | 1 - 0           | L'Aquila              |
| San Nicolò                | 2 - 1           | Pro Vasto             |
| Turris                    | 3 - 2           | Aversa Normanna       |
| Cavese                    | 2 - 0           | Herculaneum           |
| Nocerina                  | 1 - 0           | Sarnese               |
| Rende                     | 2 - 0           | Roccella              |
| AZ Picerno                | 0 - 1           | Gelbison              |
| Bisceglie                 | 3 - 0           | Gravina               |
| Manfredonia               | 2 - 2 (2-4 dcr) | Nardò                 |
| 14 settembre 2016         |                 |                       |
| Chieti                    | 0 - 2           | Trastevere            |
| Sicula Leonzio            | 0 - 0 (1-3 dcr) | Sancataldese          |
| 5 ottobre 2016            |                 |                       |
| Madre Pietra Daunia       | 1 - 2           | Gladiator             |

### Fase finale

#### Trentaduesimi di finale
Il tabellone principale si apre coi trentaduesimi che prevedono la disputa di 32 gare di sola andata riservate alle seguenti squadre:
- 55 vincenti il primo turno;
- 9 partecipanti alla TIM Cup 2016-2017 (Caronnese, Seregno, Campodarsego, AltoVicentino, Valdinievole Montecatini, Fermana, Grosseto, Francavilla, Frattese).

| Squadra 1                | Risultato       | Squadra 2             |
| ------------------------ | --------------- | --------------------- |
| 28 settembre 2016        |                 |                       |
| Cuneo                    | 2 - 2 (1-3 dcr) | Chieri                |
| Gozzano                  | 2 - 3           | OltrepoVoghera        |
| Varese                   | 0 - 0 (2-4 dcr) | Caronnese             |
| Folgore Caratese         | 2 - 0           | Seregno               |
| Unione Sanremo           | 1 - 0           | Sestri Levante        |
| Fezzanese                | 4 - 4 (5-6 dcr) | Viareggio 2014        |
| Valdinievole Montecatini | 0 - 0 (4-2 dcr) | Jolly Montemurlo      |
| Ghivizzano               | 1 - 0           | San Donato Tavarnelle |
| Bustese                  | 3 - 2           | Pro Patria            |
| Lecco                    | 1 - 1 (5-6 dcr) | Darfo Boario          |
| Grumellese               | 0 - 5           | Virtus Bergamo        |
| ArzignanoChiampo         | 1 - 1 (3-1 dcr) | Ciliverghe Mazzano    |
| AltoVicentino            | 3 - 2           | Levico                |
| Tamai                    | 0 - 2           | Belluno               |
| Campodarsego             | 1 - 0           | Vigontina             |
| Abano                    | 1 - 1 (2-4 dcr) | Adriese               |
| Correggese               | 1 - 1 (2-4 dcr) | Lentigione            |
| Ravenna                  | 1 - 1 (4-3 dcr) | Imolese               |
| Vis Pesaro               | 0 - 0 (2-4 dcr) | Jesina                |
| Civitanovese             | 3 - 0           | Fermana               |
| Gavorrano                | 2 - 4           | Grosseto              |
| Foligno                  | 2 - 1           | Trestina              |
| Avezzano                 | 1 - 1 (2-4 dcr) | San Nicolò            |
| Albalonga                | 1 - 1 (4-3 dcr) | Rieti                 |
| Torres                   | 1 - 1 (3-2 dcr) | Latte Dolce           |
| Trastevere               | 3 - 2           | Nuorese               |
| Nocerina                 | 2 - 0           | Turris                |
| Nardò                    | 0 - 3 (a tav.)  | Bisceglie             |
| FC Francavilla           | 1 - 0           | Rende                 |
| Sancataldese             | 2 - 1           | Palmese               |
| 12 ottobre 2016          |                 |                       |
| Gladiator                | 0 - 1           | Cavese                |
| Frattese                 | 1 - 1 (4-1 dcr) | Gelbison              |

#### Sedicesimi di finale
| Squadra 1                | Risultato       | Squadra 2        |
| ------------------------ | --------------- | ---------------- |
| 26 ottobre 2016          |                 |                  |
| Chieri                   | 2 - 2 (5-4 dcr) | OltrepoVoghera   |
| Caronnese                | 0 - 1           | Folgore Caratese |
| Viareggio 2014           | 1 - 1 (8-7 dcr) | Unione Sanremo   |
| Valdinievole Montecatini | 2 - 2 (5-4 dcr) | Ghivizzano       |
| Darfo Boario             | 1 - 0           | Bustese          |
| Virtus Bergamo           | 1 - 2           | ArzignanoChiampo |
| Belluno                  | 1 - 1 (6-7 dcr) | AltoVicentino    |
| Adriese                  | 3 - 1           | Campodarsego     |
| Lentigione               | 2 - 2 (3-2 dcr) | Ravenna          |
| Jesina                   | 3 - 2           | Civitanovese     |
| Grosseto                 | 5 - 1           | Foligno          |
| San Nicolò               | 1 - 3           | Albalonga        |
| Trastevere               | 1 - 2           | Torres           |
| Cavese                   | 1 - 1 (2-4 dcr) | Frattese         |
| FC Francavilla           | 3 - 0           | Sancataldese     |
| 9 novembre 2016          |                 |                  |
| Bisceglie                | 1 - 1 (4-3 dcr) | Nocerina         |

#### Ottavi di finale
| Squadra 1        | Risultato | Squadra 2                |
| ---------------- | --------- | ------------------------ |
| 23 novembre 2016 |           |                          |
| Folgore Caratese | 1 - 2     | Chieri                   |
| Viareggio 2014   | 0 - 3     | Valdinievole Montecatini |
| ArzignanoChiampo | 1 - 2     | Darfo Boario             |
| AltoVicentino    | 1 - 2     | Adriese                  |
| Lentigione       | 4 - 1     | Jesina                   |
| Albalonga        | 4 - 1     | Grosseto                 |
| FC Francavilla   | 0 - 1     | Bisceglie                |
| 24 novembre 2016 |           |                          |
| Frattese         | 6 - 1     | Torres                   |

#### Quarti di finale
| Squadra 1        | Risultato | Squadra 2                |
| ---------------- | --------- | ------------------------ |
| 1º febbraio 2017 |           |                          |
| Chieri           | 4 - 0     | Valdinievole Montecatini |
| Darfo Boario     | 2 - 1     | Adriese                  |
| Lentigione       | 1 - 3     | Albalonga                |
| Bisceglie        | 2 - 1     | Frattese                 |

#### Semifinali
| Squadra 1                                     | Totale | Squadra 2 | Andata | Ritorno |
| --------------------------------------------- | ------ | --------- | ------ | ------- |
| andata (1º marzo) - ritorno (29 mar./19 apr.) |        |           |        |         |
| Darfo Boario                                  | 1 - 4  | Chieri    | 0 - 1  | 1 - 3   |
| Bisceglie                                     | 1 - 4  | Albalonga | 0 - 0  | 1 - 4   |

#### Finale
| Squadra 1      | Risultato | Squadra 2 |
| -------------- | --------- | --------- |
| 20 maggio 2017 |           |           |
| Chieri         | 2 - 1     | Albalonga |

| Arbitro: | Cascone (Nocera Inferiore) |

| |            | |
| Campagna 12’ Messias 29’ | Marcatori  | 88’ (aut.) Cacciatore |
| Benini Venturello Benassi D’Iglio Cacciatore Benedetto (70' Pasquero) Messias (22' Simone) Campagna Villa Tettamanti (79' Fabbro) Anastasia | Formazioni | Faiella Albanese Succi Vaccaro (59' Cruz) Martinelli Panini La Terra (52' De Santis) Giannone Gurma (64' Pintori) Corsetti Magliocchetti |
| Manzo | Allenatori | Chiappara |

## Record
Aggiornato al 17 settembre 2016
- Maggior numero di partite giocate:
- Maggior numero di vittorie:
- Miglior attacco: Virtus Bergamo (12 gol)
- Peggior difesa: Agropoli, Legnago, Pro Settimo & Eureka, Savona (5 gol)
- Miglior differenza reti: Nocerina (+6)
- Peggior differenza reti: Agropoli (-5)
- Partita con maggiore scarto di reti: 5

Agropoli-Nocerina 0-5
Grumellese-Virtus Bergamo 0-5
- Partita con più reti: 7

Savona-Sanremo 2-5
Legnago-Abano 2-5